# Termodynamický stav
Stav systému (popř. stav soustavy) v termodynamice může být ovlivňován vnějšími podmínkami a souhrnem nezávislých vlastností termodynamického systému.
Podmínky v níž se systém nachází, se nazývají vnější a vnitřní stavové parametry.
Vnější parametry – silové pole, povrchové síly...
Vnitřní parametry – energie, tlak, magnetizace...
Stav systému je souhrn určitého počtu intenzivních veličin, které systém charakterizují. Mění-li se vlastnosti systému, probíhá v systému (fyzikální) děj (například termodynamický děj).

## Klasická mechanika
V klasické mechanice je stav určen souhrnem (zobecněných) souřadnic a hybností všech částic (hmotných bodů), na jejichž základě lze určit i časový vývoj systému.